# Georges Brassens chante les chansons de sa jeunesse
Georges Brassens chante les chansons de sa jeunesse est un album enregistré par le chanteur français Georges Brassens. L’édition originale est parue en 1982.

## Mise en perspective de l'album
Les 27 chansons de cet album furent enregistrées dans les studios de Radio Monte-Carlo, les 14 et 15 mai 1980, pour être diffusées sur RMC, à l'automne 1980, lors des émissions Grand quitte ou double, organisées au profit du Comité Perce-Neige, présidé par l'acteur de cinéma Lino Ventura.
Georges Brassens ne voulait pas participer au jeu télévisé Quitte ou double comme Charles Aznavour ou Annie Girardot. Et il proposa donc d'enregistrer cet album.

## Interprètes et musiciens
- Georges Brassens : chant, guitare.
- Georges Tabet : chant, duo sur On n’a pas besoin de la lune, Le Petit Chemin, Y'a toujours un passage à niveau, Le Vieux Château.
- Jean Bertola : piano.
- Joël Favreau : guitare.
- Pierre Nicolas : contrebasse.

## Édition originale
- 1980 : Georges Brassens chante les chansons de sa jeunesse, 2 disques microsillon 33 tours/30 cm Philips/Phonogram (6622 032).

– Pochette : photographie réalisée par Claude Delorme.

### Listes des chansons

#### Disque 1
| 1. | Avoir un bon copain + extrait, Les Copains d’abord   | Jean Boyer   | Werner R. Heymann | Henri Garat (Comedian Harmonists pour la version allemande originale) | 2 min 03 s |
| 2. | On n'a pas besoin de la lune + extrait, Le Parapluie | André Hornez | Paul Misraki      | du film Belle Étoile                                                  | 3 min 17 s |
| 3. | Le Bateau de pêche                                   | André Hornez | Paul Misraki      | Jean Lumière dans le film Le Chanteur de minuit                       | 3 min 16 s |
| 4. | Le Petit Chemin                                      | Jean Nohain  | Mireille          | Pills et Tabet                                                        | 2 min 32 s |
| 5. | Pour me rendre à mon bureau                          | Jean Boyer   | Jean Boyer        | Georges Tabet                                                         | 3 min 07 s |
| 6. | À Paris dans chaque faubourg                         | René Clair   | Maurice Jaubert   | Lys Gauty dans le film 14 juillet                                     | 2 min 50 s |

| 1. | J'ai connu de vous             | Charles Trenet            | Charles Trenet    | Charles Trenet | 2 min 34 s |
| 2. | Le Refrain des chevaux de bois | Charlys – Maurice Vandair | Maurice Alexander | Ray Ventura    | 2 min 41 s |
| 3. | Le Général dort debout         | Jean Féline               | Michael Carr (en) |                | 2 min 20 s |
| 4. | Verlaine                       | Poème de Paul Verlaine    | Charles Trenet    | Charles Trenet | 1 min 50 s |
| 5. | Sur mon phono                  | Charlys                   | Vincent Scotto    | Bourvil        | 3 min 01 s |
| 6. | Le Bleu des bleuets            | Edmond Haraucourt         | Marcel Legay      |                | 2 min 51 s |
| 7. | Sous le kiosque à musique      | Charlys – Maurice Vandair | Marc Lanjean      | Ray Ventura    | 1 min 46 s |

#### Disque 2
| 1. | Puisque vous partez en voyage                  | Jean Nohain                              | Mireille                    | Jean Sablon et Mireille | 1 min 46 s |
| 2. | Y'a toujours un passage à niveau               | Jean Boyer                               | Georges van Parys           | Georges Tabet           | 1 min 44 s |
| 3. | Il existe encore des bergères                  | Jean Tranchant                           | Jean Tranchant              | Jean Tranchant          | 3 min 09 s |
| 4. | À la Varenne                                   | Marc-Hély                                | José Jekyll                 | Perchicot               | 2 min 37 s |
| 5. | La Romance de la pluie + extrait, Le Parapluie | Jack Meskill – André Hornez (adaptation) | Jack Stern                  | Maurice Chevalier       | 1 min 58 s |
| 6. | Une partie de pétanque                         | André Montagard                          | Léo Nègre – André Montagard | Darcelys                | 1 min 37 s |
| 7. | Boum                                           | Charles Trenet                           | Charles Trenet              | Charles Trenet          | 1 min 56 s |

| 1. | Terre                          | Charles Trenet            | Charles Trenet              | Charles Trenet    | 2 min 30 s |
| 2. | Les Prénoms effacés            | Jean Tranchant            | Jean H. Tranchant           | Lucienne Boyer    | 1 min 10 s |
| 3. | Quand un vicomte               | Jean Nohain               | Mireille                    | Maurice Chevalier | 1 min 49 s |
| 4. | Le Vieux château               | Jean Nohain               | Mireille                    | Pills et Tabet    | 2 min 25 s |
| 5. | Le Fiacre                      | Léon Xanrof               | Léon Xanrof                 | Yvette Guilbert   | 2 min 40 s |
| 6. | Le Chemin de ma belle          | Louis Poterat             | Paul Misraki                | Tino Rossi        | 2 min 23 s |
| 7. | L'amour est passé près de vous | Charlys – Raymond Souplex | Frédo Gardoni – Sacha Chwat | Maurice Chevalier | 2 min 17 s |

## Discographie liée à l’album

### Microsillon45 tours
- 1980 : Georges Brassens chante les chansons de sa jeunesse, Philips/Phonogram, série « Parade » (6837.753).

– Face 1 : Pour me rendre à mon bureau
– Face 2 : Le Bleu des bleuets

### Disques compacts
- 1990 : Georges Brassens chante les chansons de sa jeunesse, Sélection du Reader’s Digest/RMC (F 89050 FF3/6).

– Liste des 14 chansons sélectionnées pour cette édition
| No  | Titre                                                | Paroles                   | Musique                     | Durée      |
| --- | ---------------------------------------------------- | ------------------------- | --------------------------- | ---------- |
| 1.  | Avoir un bon copain + extrait, Les Copains d’abord   | Jean Boyer                | Werner R. Heymann           | 2 min 03 s |
| 2.  | On n'a pas besoin de la lune + extrait, Le Parapluie | André Hornez              | Paul Misraki                | 3 min 17 s |
| 3.  | Le Bateau de pêche                                   | André Hornez              | Paul Misraki                | 3 min 16 s |
| 4.  | Le Petit Chemin                                      | Jean Nohain               | Mireille                    | 2 min 32 s |
| 5.  | Pour me rendre à mon bureau                          | Jean Boyer                | Jean Boyer                  | 3 min 07 s |
| 6.  | À Paris dans chaque faubourg                         | René Clair                | Maurice Jaubert             | 2 min 50 s |
| 7.  | Verlaine                                             | Poème de Paul Verlaine    | Charles Trenet              | 1 min 50 s |
| 8.  | Puisque vous partez en voyage                        | Jean Nohain               | Mireille                    | 1 min 46 s |
| 9.  | Une partie de pétanque                               | André Montagard           | Léo Nègre – André Montagard | 1 min 37 s |
| 10. | Quand un vicomte                                     | Jean Nohain               | Mireille                    | 1 min 49 s |
| 11. | Le Vieux château                                     | Jean Nohain               | Mireille                    | 2 min 25 s |
| 12. | Le Fiacre                                            | Léon Xanrof               | Léon Xanrof                 | 2 min 40 s |
| 13. | Le Chemin de ma belle                                | Louis Poterat             | Paul Misraki                | 2 min 23 s |
| 14. | L'amour est passé près de vous                       | Charlys – Raymond Souplex | Frédo Gardoni – Sacha Chwat | 2 min 17 s |

- Octobre 1991 : Georges Brassens chante les chansons de sa jeunesse, CD n° 12, du coffret sorti pour le 10e anniversaire de la mort de Georges Brassens : J’ai rendez-vous avec vous, Philips/Phonogram (848 930-2)[1].

– Liste des 27 chansons (identique à l’édition originale, augmentée de 3 titres bonus chantés en espagnol)
| No  | Titre                                       | Paroles                                     | Musique          | Durée      |
| --- | ------------------------------------------- | ------------------------------------------- | ---------------- | ---------- |
| 28. | La mala reputacion (La Mauvaise Réputation) | Georges Brassens (traduction Pierre Pascal) | Georges Brassens | 3 min 03 s |
| 29. | La pata de Juana (La Cane de Jeanne)        | Georges Brassens (traduction Pierre Pascal) | Georges Brassens | 1 min 49 s |
| 30. | El testamento (Le Testament)                | Georges Brassens (traduction Pierre Pascal) | Georges Brassens | 3 min 58 s |

- Octobre 2006 : Les chansons de sa jeunesse, CD n° 15 du coffret édité pour le 25e anniversaire de la mort de Georges Brassens : Elle est à toi cette chanson…, Mercury/Universal (842 007-2)[1].

– Réédition des 27 chansons.
- Octobre 2011 : Georges Brassens chante les chansons de sa jeunesse, CD n° 13 du coffret Le temps ne fait rien à l'affaire.